# Ступенчатый колодец
Ступенчатые колодцы — исторические гидротехнические сооружения, характерные для засушливых областей Западной Индии и Пакистана. Ступенчатые колодцы представляют собой котлованы, наполняемые как грунтовыми водами, так и за счёт осадков в сезон дождей. Система разноуровневых площадок и соединяющих их лестниц позволяет обеспечить доступ к воде в любой сезон при любом её уровне. Один из крупнейших сохранившихся ступенчатых колодцев Чанд-Баори в деревне Абханери в Раджастхане имеет 13 ярусов и общую глубину 30 метров.
Будучи источником не только питьевой воды, но и прохлады, ступенчатые колодцы становились местом встречи женщин, приходящих за водой. Они превращались в место отдыха, собраний, религиозных церемоний. Здесь женщины не только брали воду, но и приносили подношения богине колодца. Это способствовало тому, что ступенчатые колодцы богато украшались, становясь подлинными шедеврами средневекового зодчества, — не возвышающимися, а направленными вглубь земли. В особенности это касается колодцев при индуистских храмах.
Наиболее ранние археологические свидетельства строительства ступенчатых колодцев были обнаружены в Дхолавире. В эдиктах царя Ашоки упоминается строительство ступенчатых колодцев вдоль индийских дорог на расстоянии 8 километров друг от друга; причём уже тогда, в III веке до нашей эры, это была не новая практика. Самый старый из ступенчатых колодцев, дошедших до наших дней, — в Джунагадских пещерах — датируется II—IV веками нашей эры. Пик строительства ступенчатых колодцев пришёлся на период мусульманского правления в Индии в XI—XVI веках. Лишь в XIX веке с появлением водопровода ступенчатые колодцы стали утрачивать своё значение и постепенно приходить в упадок.
Всего в настоящее время в Западной Индии и Пакистане обнаружено и задокументировано более 4000 ступенчатых колодцев разной степени сохранности. Так на территории Дели функционируют 14 колодцев, два пересохли, ещё 16 — в руинах.

## Галерея
- Чанд-Баори — один из крупнейших колодцев Раджастхана
- Рани-ки-Вав — объект Всемирного наследия ЮНЕСКО
- Аграсен-Ки-Баоли в Нью-Дели с ярким мусульманским колоритом
- Круглый пятиярусный колодец в деревне Адаладж в Гуджарате
- Колодец при храме в Пералассери, штат Керала
- Ячча-Ки-Баори, с изваянием беременной женщины на дне